# Kanhirode
Kanhirode è una suddivisione dell'India, classificata come census town, di 13.954 abitanti, situata nel distretto di Kannur, nello stato federato del Kerala. In base al numero di abitanti la città rientra nella classe IV (da 10.000 a 19.999 persone).

## Geografia fisica
La città è situata a 11° 54' 55 N e 75° 27' 39 E.

## Società

### Evoluzione demografica
Al censimento del 2001 la popolazione di Kanhirode assommava a 13.954 persone, delle quali 6.589 maschi e 7.365 femmine. I bambini di età inferiore o uguale ai sei anni assommavano a 1.722, dei quali 871 maschi e 851 femmine. Infine, coloro che erano in grado di saper almeno leggere e scrivere erano 11.393, dei quali 5.599 maschi e 5.794 femmine.